# José Luis Pochettino
José Luis Pochettino (Las Perdices; 29 de julio de 1965) es un exfutbolista argentino que se desempeñaba como delantero. Además de futbolista también fue entrenador en distintas oportunidades en especial en las divisiones inferiores de Talleres de Córdoba y en algunos casos ayudante del plantel profesional. También ascendió al Deportivo Lasallano, condujo al equipo de Villa Belgrano al título con una campaña espectacular, similar a la de aquel primer campeonato obtenido en 1995; y logró la clasificación al Torneo del Interior.

## Trayectoria
Se formó en las Divisiones inferiores de Talleres, equipo de la provincia natal de José. En 1991, a los 26 años, tuvo su primera experiencia en el fútbol extranjero, con las Cobras de Ciudad Juárez de México, también tuvo un breve paso sin éxito en el Dundee United en Escocia; regresando después de un año a su país y uniéndose al Deportivo Español concluyendo así su experiencia en el fútbol extranjero. Su paso más largo por un equipo fue en Talleres de Córdoba donde jugó 103 juegos y convirtió 23 goles de manera oficial.

## Clubes
| Club                  | País      | Año         |
| --------------------- | --------- | ----------- |
| Talleres              | Argentina | 1983 - 1990 |
| Club de Fútbol Cobras | México    | 1991 - 1992 |
| Dundee United F.C.    | Escocia   | 1992        |
| Deportivo Español     | Argentina | 1993 - 1994 |
| Douglas Haig          | Argentina | 1994 - 1995 |
| Tigre                 | Argentina | 1995 -1996  |
| Sportivo Italiano     | Argentina | 1996 - 1997 |
| Aldosivi              | Argentina | 1997 - 1998 |